# Buffalo Cup
La Buffalo Cup est une compétition française de cyclisme sur piste d'endurance se courant sur 12 heures, créée en 1909. Elle s'est disputé pour la première fois le 27 juin 1909 sur le Vélodrome Buffalo à Neuilly-sur-Seine duquel elle tire son nom.
Le premier vainqueur fut Lucien Petit-Breton devant Léon Georget.